# Niveotectura
Niveotectura is een geslacht van weekdieren uit de klasse van de Gastropoda (slakken).

## Soorten
- Niveotectura funiculata (Carpenter, 1864)
- Niveotectura pallida (Gould, 1859)